# Christine Friederike von Württemberg
Christine Friederike von Württemberg (* 28. Februar 1644 in Stuttgart; † 30. Oktober 1674 ebenda) war eine Tochter von Herzog Eberhard III. von Württemberg und die Ehefrau des regierenden Grafen und späteren Fürsten Albrecht Ernst I. von Oettingen-Oettingen.

## Leben
Christine Friederike wuchs in Stuttgart, der Residenzstadt der Herzöge von Württemberg, auf. Ihr Vater Eberhard III. von Württemberg konnte auf Grund der Wirren während des Dreißigjährigen Krieges erst im Oktober 1638 aus dem französischen Exil nach Württemberg zurückkehren. Er heiratete am 26. Februar 1637 noch in Straßburg in erster Ehe die Rheingräfin Anna Katharina Dorothea von Salm-Kyrburg. Christine Friederike war eines von 14 Kindern des Paares. Ihr jüngerer Bruder Wilhelm Ludwig von Württemberg übernahm 1674 die Regentschaft des Herzogtums Württemberg.
Am 29. Mai 1665 heiratete Christine Friederike in Stuttgart Albrecht Ernst I. von Oettingen-Oettingen, den regierenden Grafen und späteren Fürsten der Grafschaft Oettingen-Oettingen. Er war der Bruder von Maria Dorothea Sophia von Oettingen-Oettingen, der zweiten Ehefrau ihres Vaters. Das ausgehandelte Heiratsgeld betrug 32.000 Gulden. Als Morgengabe wurden ihr 6.000 Gulden und als Wittum die Mark und das Amt Harburg, einschließlich dem Schloss Harburg, verschrieben.
Aus der Ehe gingen vier Töchter und drei Söhne hervor. Eberhardine Sophie von Oettingen-Oettingen, die erstgeborene Tochter, heiratete 1685 den Fürsten Christian Eberhard von Ostfriesland und ihre jüngere Schwester Christine Luise von Oettingen-Oettingen ehelichte 1690 den Prinzen Ludwig Rudolf von Braunschweig-Wolfenbüttel. Sie war die Mutter der späteren Kaiserin Elisabeth Christine von Braunschweig-Wolfenbüttel und Großmutter von Maria Theresia.
Der Sohn Albrecht Ernst II. von Oettingen-Oettingen wurde kaiserlicher General der Kavallerie. Er erbte nach dem Tod seines Vaters das Fürstentum Oettingen-Oettingen. 1688 heiratete er in Darmstadt Sophia Louisa von Hessen-Darmstadt, eine Tochter des Landgrafen Ludwig VI. von Hessen-Darmstadt. Sie hatten eine Tochter. Mit seinem Tod 1731 erlosch der Mannesstamm der Linie Oettingen-Oettingen. Das Erbe fiel an die Linien zu Oettingen-Wallerstein und Oettingen-Spielberg.
Christine Friederike starb bereits am 30. Oktober 1674 im Alter von 30 Jahren während eines Aufenthalts in Stuttgart nach vierzehntägigem Krankenlager. Sie wurde in der Schlosskirche Harburg bestattet. Nur wenige Tage zuvor, am 10. Oktober 1674, erhielt ihr Ehemann mit Unterstützung seines Schwiegervaters Herzog Eberhard III. von Württemberg, von Kaiser Leopold I. den Reichsfürstenstand. Der Witwer Albrecht Ernst I. von Oettingen-Oettingen heiratete in zweiter Ehe 1682 Eberhardine Catharine von Württemberg (1651–1683), eine jüngere Schwester von Christine Friederike.
Ein Teil des schriftlichen Nachlasses von Christine Friederike befindet sich im Landesarchiv Baden-Württemberg am Standort Hauptstaatsarchiv Stuttgart. Der Bestand mit der Signatur G 121 und dem Titel Gräfin Christine Friderike von Öttingen (1644–1674) hat eine Laufzeit von 1644 bis 1667 und ein Umfang von 0,47 lfdm.